# Guadalajara Challenger II 1997
Il Guadalajara Challenger II 1997, noto come Copa Ericsson Mexico 1997 per motivi di sponsorizzazione, è stato un torneo professionistico maschile di tennis. È stata l'unica edizione del torneo e faceva parte della categoria ATP Challenger Series nell'ambito dell'ATP Challenger Series 1997. Il torneo si è giocato a Guadalajara in Messico dal 17 al 23 novembre 1997 su campi in terra rossa. Dall'1 al 7 settembre dello stesso anno si era giocato il Guadalajara Challenger 1997.

## Vincitori

### Singolare
Younes El Aynaoui ha battuto in finale  Rogier Wassen con il punteggio di 6–4, 6–7, 6–4

### Doppio
Nelson Aerts /  André Sá hanno battuto in finale  Bobby Kokavec /  Marco Osorio con il punteggio di 7–6, 6–3